# عضلة توأمية سفلية

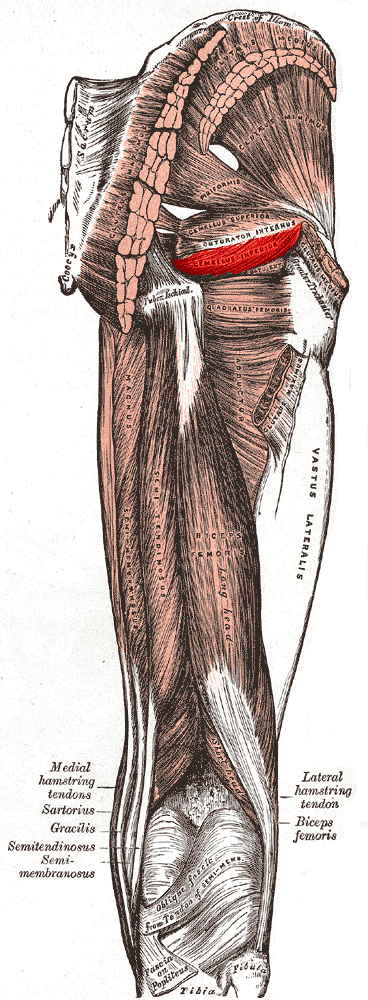
العضلة التوأمية السفلية.

العَضلة التوأَمِية السُفلية (بالإنجليزية: Inferior Gemellus Muscle)‏ هي عضلة من عَضلات الطَرف السُفلي لِجسم الإنسان .

## المَنشأ
تَنشأ العَضلة من الطَرف العُلوي للحَدبة الإِسْكِيَّة  (Ischial Tuberosity).

## المَغرس
تَنغرس هذهـ العَضلة في وَتر العَضلة السِدادية الغائِرة.

## العَصب
يَتصل بِها العصب الواصل للالعَضلة المُربعة الفَخذية.

## الحَركة
تَعمل بِشكل أَساسي على دَوران عَظمة الفَخذ (مِفصل الوركـ) للخارج (Lateral Rotation).

## معرض صور

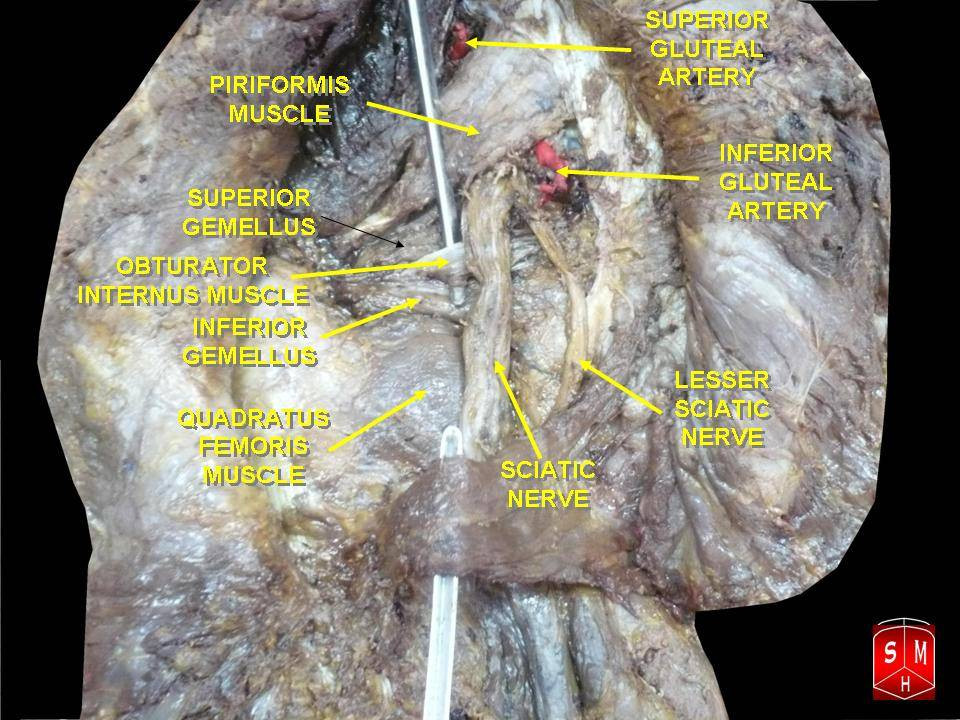
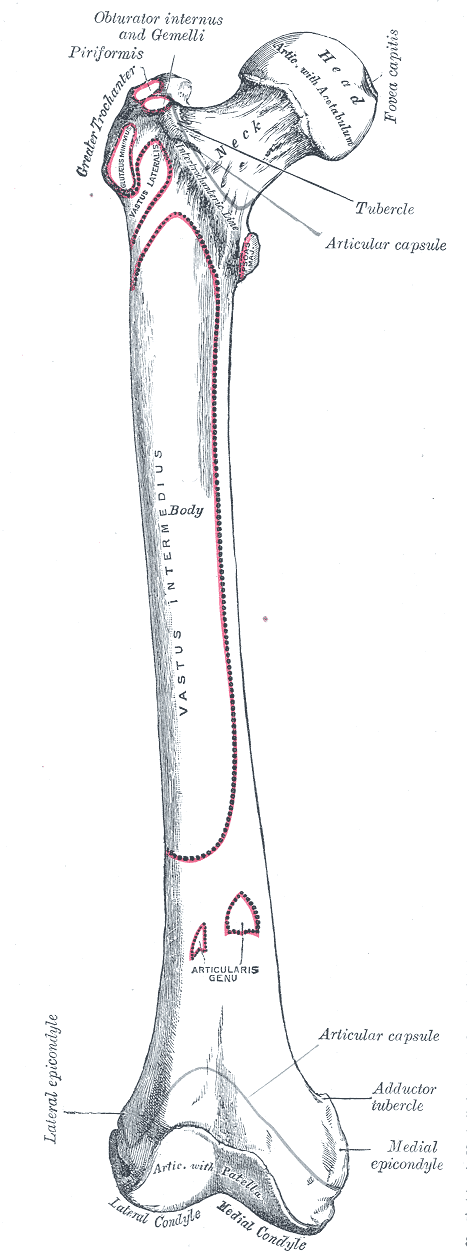
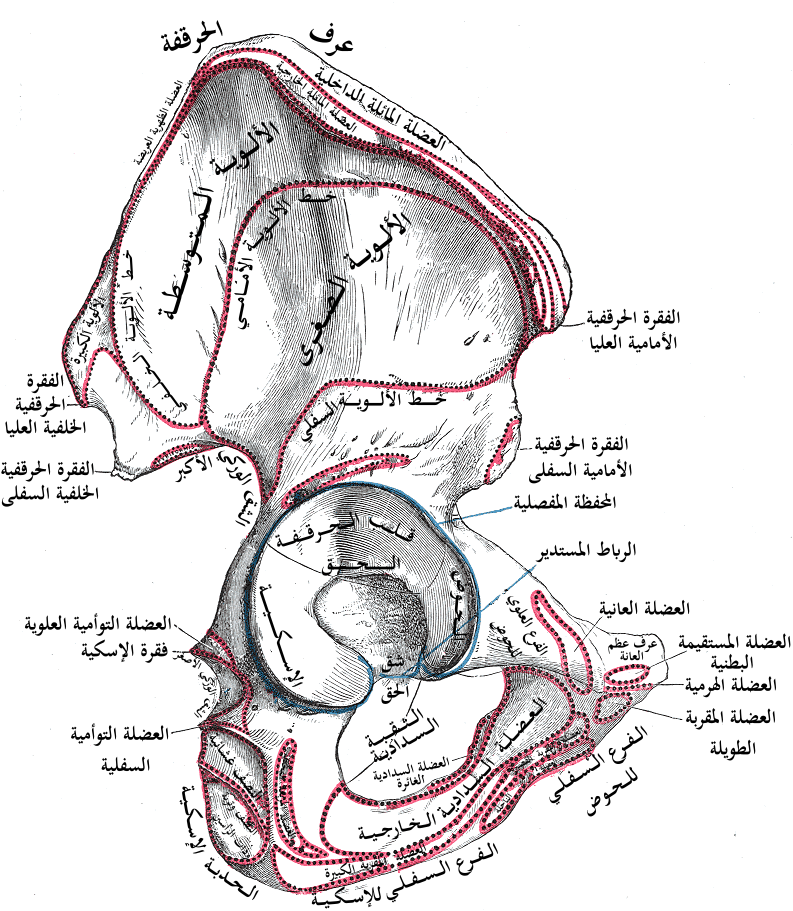
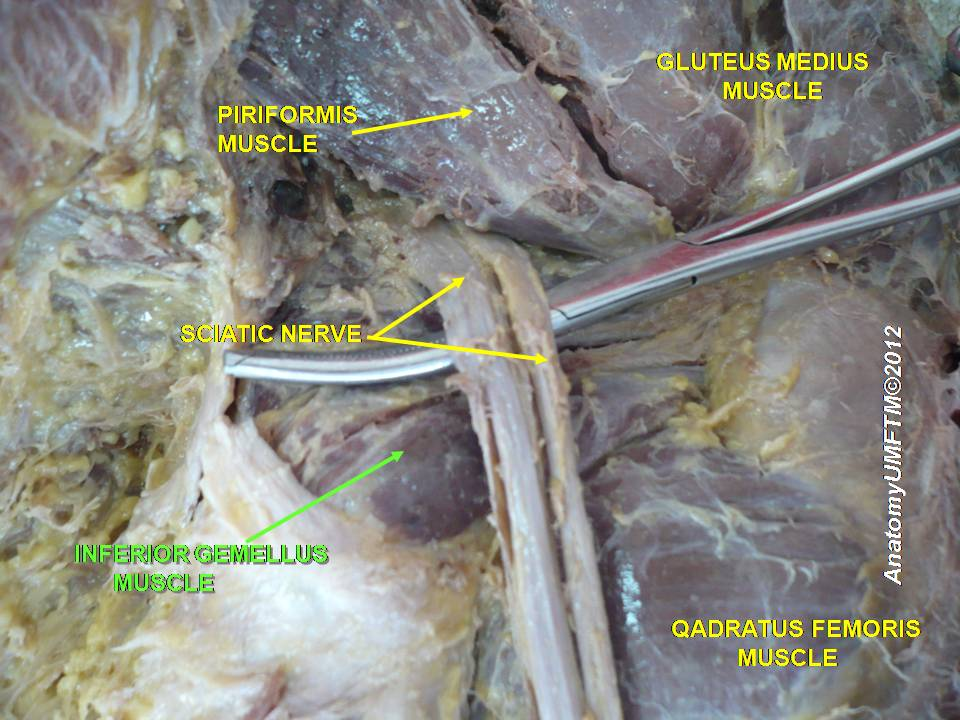